# ميشيل شامبين
ميشيل شامبين هو سياسي كندي، ولد في 4 مايو 1956 في Mauricie ‏ في كندا. نشط حزبياً في الحزب الكندي التقدمي المحافظ. وقد انتخب عمدة وانتخب عضو مجلس العموم الكندي.